# Monica (bilmärke)

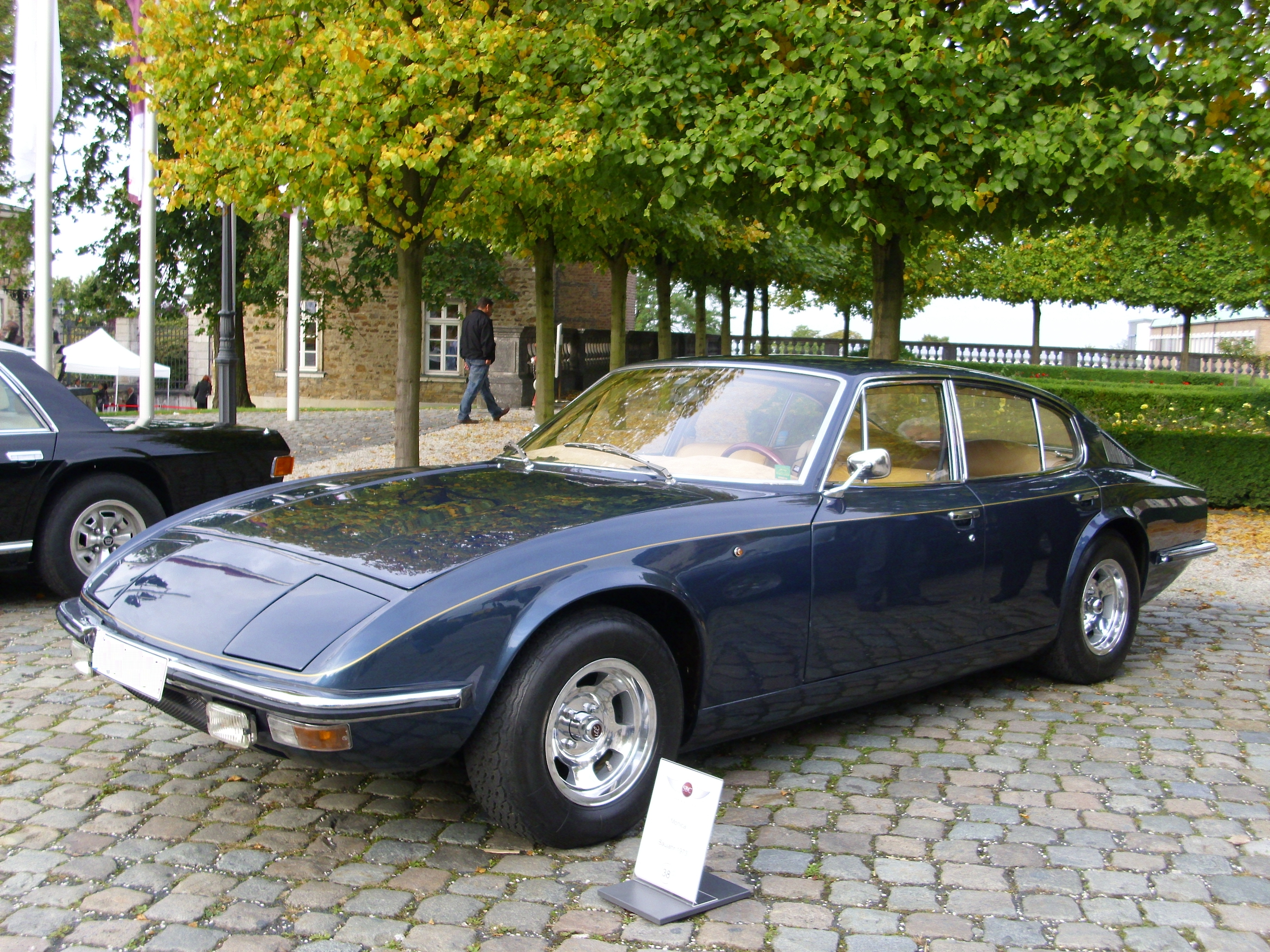
Monica

Monica var ett franskt bilmärke, som tillverkades i 38 exemplar 1973–1975. De första exemplaren var tillverkade i London och hade aluminiumkarosser. Senare flyttades tillverkningen till Balbigny i Frankrike.
Monica var uppkallad efter Monique, hustru till Jean Tastevin, som var chef för Compagnie Franchaise des Produits Métallurigques, en fabrik för tillverkning av järnvägsvagnar. Bilen utvecklades ur en prototyp som tillverkats i England av Deep Sanderson och som avsedd för Aston Martin V8-motorn på 2,8 liter med dubbla överliggande kamaxlar.
Tastevin var intresserad av att få tillverka en lyxbil och kontaktade 1967 Chris Lawrence eftersom motorn visats på Racing Car Show i London. Meningen var att Lawrence skulle förse Tastevin med motorn för en bil som skulle konstrueras i Frankrike, men Lawrence fick snart uppdraget att konstruera hela bilen. Lawrence dammade av sin 4-dörrars Deep Sanderson konstruktion som varit avsedd för 3-liters versionen av Aston Martin V8-motorn.
Lawrence byggde sex prototyper med fackverksram av rör. Aston Martin-motorn och 5-stegad ZF-låda, med Tastevin ändrade sig och ville istället använda en Chrysler V8-motor med Torqueflite automatlåda. De första bilarna tillverkades av Lawrence i London med karosser av aluminium (de serietillverkade bilarna fick karosser av stålplåt) med tillverkningen flyttades sedan till Balbigny.
Bilen visades på Paris-salongen 1972 men den slutliga versionen var inte klar förrän till Internationella bilsalongen i Genève. 1973 påbörjades tillverkningen och bilen var då utrustad med 5,9 liters Chrysler V8-motor på 310 hk. En eller två vagnar i veckan tillverkades av denna Monica 590 och priset var nära 14 000 brittiska pund.
Oljekrisen 1973 gjorde att marknaden för denna typ av bil var liten och sedan man tillverkat 38 bilar gav Tastevin upp.